# 魔法をすてたマジョリン
『魔法をすてたマジョリン』（まほうをすてたマジョリン）は、劇団四季のオリジナルミュージカル。

## スタッフ
- 企画・演出：浅利慶太
- 台本：劇団四季文芸部、梶賀千鶴子
- 作曲：鈴木邦彦
- 編曲：宮川彬良
- 振付：飯野おさみ、加藤敬二
- 照明：沢田祐二
- 装置：岩内映理
- 衣装デザイン：高橋知子、関口素美、大石若草子

## キャスト
（出演経験者、キャスティングのみを含む）
- マジョリン：青山弥生、相川忍、高城信江、大徳朋子、関根麻帆、真鍋奈津美、若奈まりえ、長野千紘、澁谷陽香
- ブツクサス：藤田晶子、末次美紗緒、菅本烈子、千綿一美、はにべあゆみ、矢野侑子
- ニラミンコ：光枝明彦、川原洋一郎、日下武史、下村尊則、味方隆司、神保幸由、牧野公昭、渡久山慶
- ダビッド：飯野おさみ、荒川務、味方隆司、芝清道、鎌滝健太、望月龍平、渡久山慶、五十嵐春、北村優、権頭雄太朗、髙橋徹、武藤洸次
- オカシラス：井関一、立岡晃、三宅康文、神保幸由、喜納兼徳、岡崎克哉、青山裕次、川地啓友、南圭一朗
- ブレッツェル婆さん：菅本烈子、西山愛由美、はにべあゆみ、西田有希、横田有紀、佐藤夏木、増山美保
- ステファン：今泉りえ、鈴木由佳乃、和田翔子、大徳朋子、木村仁美、石井亜早実、澁谷陽香、志賀ひかる
- タツロット：深水彰彦、宮川政洋、三宅克典、那俄性哲、鎌滝健太、近石博昭、渡邉今人、辻本一人、和田一詩、戸高圭介
- 花嫁：坂本里咲、佐和由梨、井料瑠美、佐藤朋子、山邊千恵理、小幡朱里、福久彩香、土居愛実

## 上演記録
- ニッセイ名作劇場
  - 第19回 1982年
  - 第31回 1994年
  - 第42回 2005年6月6日～7月14日
- 一般公演
  - 2005年7月23日～12月2日 - 全国公演
  - 2006年8月3日～8月27日 - JR東日本アートセンター自由劇場（東京初演）
  - 2007年1月27日～2月18日 - 東京公演 自由劇場
  - 2007年11月3日～翌年3月31日 - 全国公演
  - 2011年7月24日～8月31日 - 東京公演 自由劇場
  - 2011年9月14日～10月9日 - 京都公演 京都劇場
  - 2014年3月22日～4月13日 - 東京公演 自由劇場
  - 2014年7月19日～翌年3月13日 - 全国公演
  - 2015年3月21日～4月5日 - 東京公演 自由劇場
  - 2018年4月21日～翌年3月24日 - 全国公演[1]